# Materfer
Materfer (acronimo di Material Ferroviario SA ) è un produttore argentino di veicoli ferroviari e stradali, con sede nella città di Ferreyra nella provincia di Córdoba. La società è stata fondata da Fiat Ferroviaria alla fine degli anni '50, ed è stata sua controllata fino al 1998, anno in cui è stata dichiarata fallita. Nel 2002 è stata rifondata un'azienda omonima.
La Materfer ha costruito diversi tipi di materiale rotabile nella sua storia, come locomotive diesel, carrozze ferroviarie, automotrici e tram, la maggior parte dei quali per la società statale Ferrocarriles Argentinos che ha gestito treni in Argentina dal 1948 al 1991. L'azienda ha anche esportato i suoi prodotti a Cuba, Bolivia, Uruguay e Cile.
Materfer possiede uno stabilimento di 66,000 metri quadri (710,42 ft²) con 200 macchinari, tra i quali elettro - saldatrici, piegatrici, presse e carroponti. Nel 1980 Materfer impiegava 2.500 persone: principalmente nella produzione di locomotive diesel, carrozze e carri ferroviari. La fabbrica produceva circa una carrozza al giorno. L'azienda ha anche prodotto mietitrebbie con il marchio "Maraní Agrinar". Attualmente l'azienda ha 400 dipendenti che lavorano nello stabilimento di Ferreyra.

## Storia

### Primi anni e sviluppo

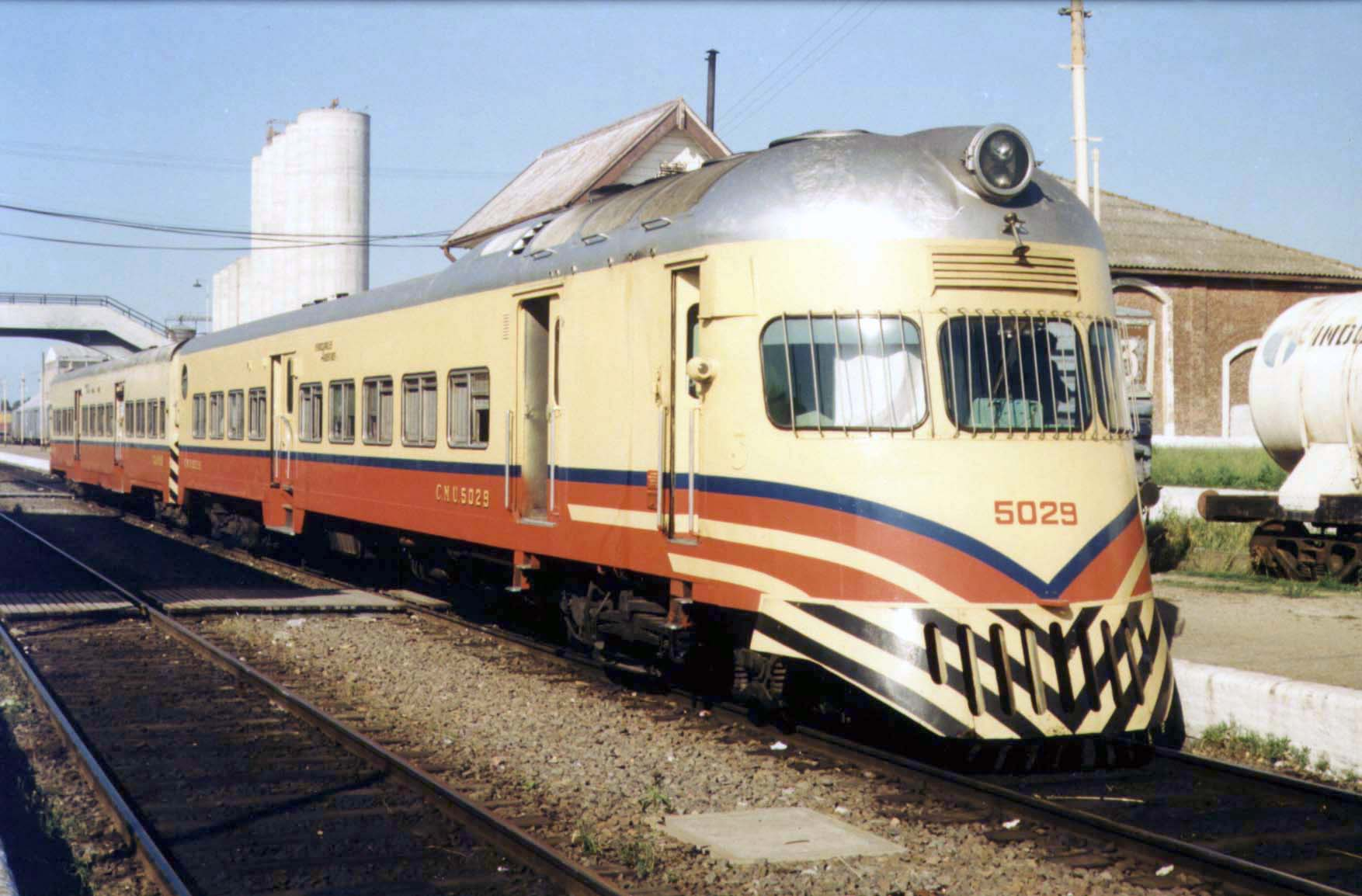
Automotrice diesel 7131, costruita per la prima volta nel 1962.

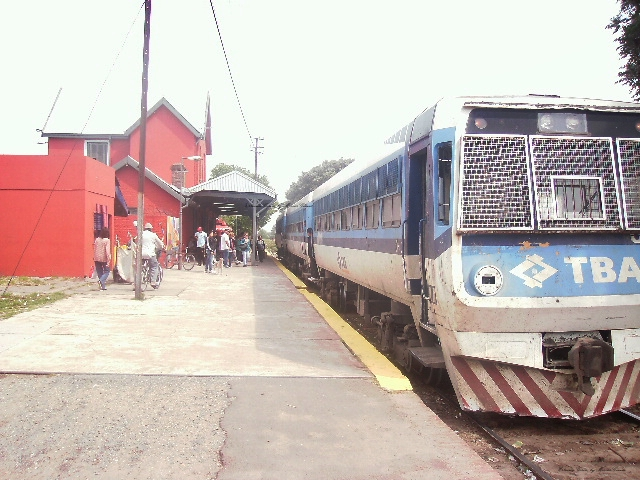
Automotrice leggera (Pitufo) a Garín.

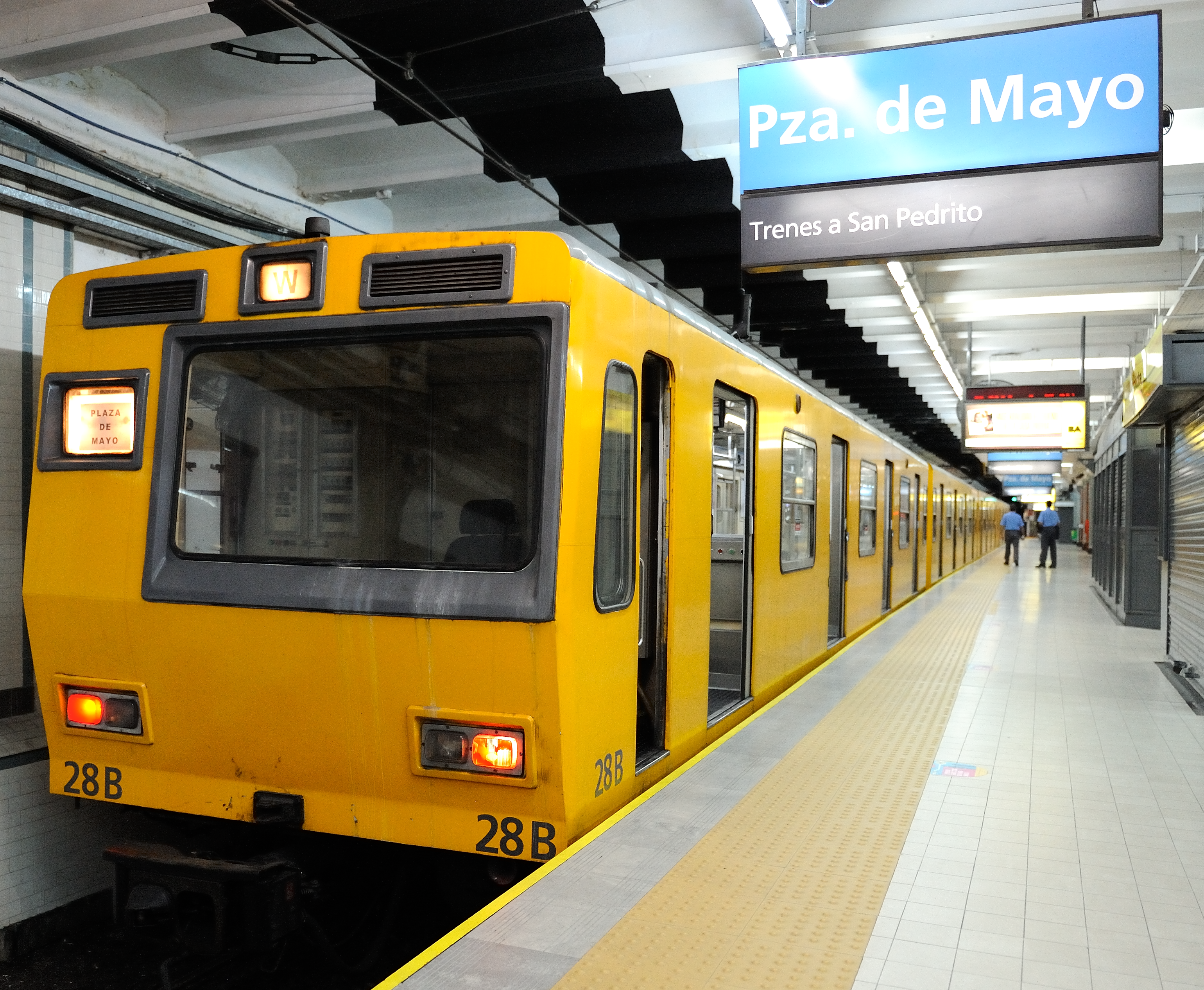
Un treno Fiat - Materfer della metropolitanasulla linea A della metropolitana di Buenos Aires.

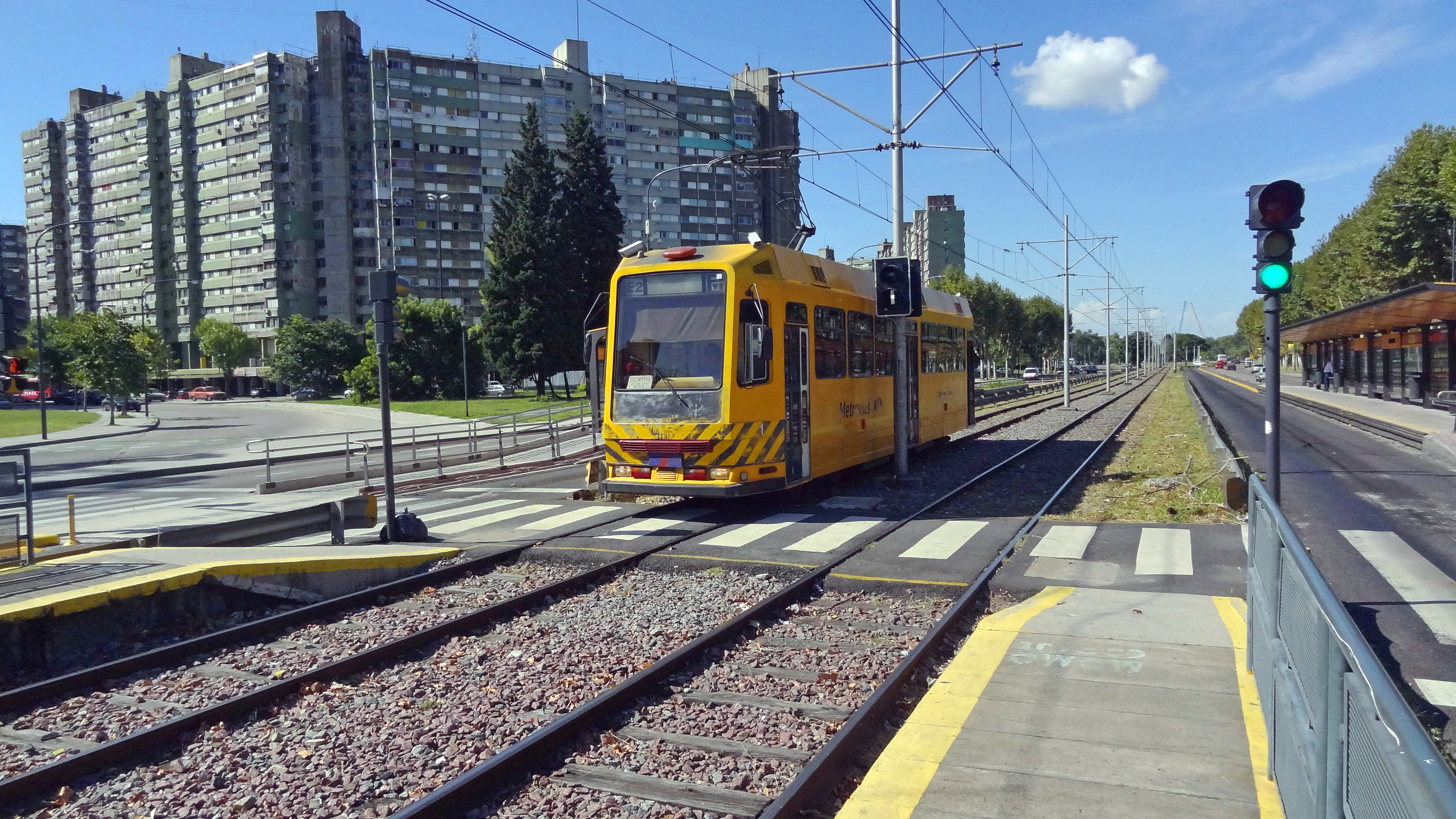
Tram realizzato per il Buenos Aires PreMetro.

Materfer è stata costituita da Fiat Ferroviaria, tramite Fiat Concord, un consorzio formato da numerose filiali FIAT operanti in Argentina. L'azienda costruì una fabbrica per la produzione di materiale rotabile nel paese per fornire materiale ferroviario alla Ferrocarriles Argentinos, la società di proprietà statale che gestiva allora tutta la rete ferroviaria.
La fabbrica iniziò l'attività nel 1958, producendo la prima automotrice Materfer, la 7131, nel 1962. Tra il 1956 e il 1968 venne fondato un consorzio di imprese italiane e argentine, il "Gruppo Aziende Italo Argentine" (GAIA), per la produzione di ricambi e parti per le locomotive GAIA.
Nel 1958 il Ministero dei Trasporti dell'Argentina firmò un accordo con Fiat Ferroviaria per l'acquisizione di 210 automotrici. Queste macchine erano formate da 2 unità alimentate da un motore diesel FIAT da 660 HP e potevano raggiungere una velocità di 115 km/h. Il loro peso ridotto le rendeva adatte a circolare su qualsiasi linea ferroviaria. I veicoli inoltre avevano due cabine di guida, una su ciascuna estremità, che riduceva i tempi di manovra alle stazioni capolinea, in particolare nei servizi urbani.
Le prime automotrici furono costruiti negli stabilimenti FIAT di Torino e Decauville ma la maggior parte di esse fu prodotta in Argentina, nella fabbrica appositamente progettata situata a Ferreyra, Córdoba e denominata "Materfer".
Alcune versioni affermavano che la 7131 era ispirata al Pioneer Zephyr, un treno ferroviario diesel formato da vagoni ferroviari articolati in modo permanente attraverso carrelli Jacobs, costruito dalla Budd Company nel 1934 per la Chicago, Burlington and Quincy Railroad (CB&Q), comunemente noto come Burlington. Il treno prevedeva un ampio uso di acciaio inossidabile, era originariamente chiamato Zephyr e doveva essere uno strumento promozionale per pubblicizzare il servizio ferroviario passeggeri negli Stati Uniti.
Nel 1962, la 7131, l'automotrice prodotta dalla FIAT Concord, fece il suo debutto nelle sezioni Villa Ballester - Zárate e Victoria - Capilla del Señor della Ferrovia General Mitre, allora gestita dai Ferrocarriles Argentinos . Queste automotrici leggere sostituirono i vagoni ferroviari Ganz Works che erano stati utilizzati su quelle linee dal 1938.
Nel 1964 vennero consegnate, alla Belgrano Norte, 27 carrozze ferroviarie costruite dalla Aerfer, una filiale di FIAT Ferroviaria . Quattro anni dopo, la flotta fu ampliata con l'aggiunta di 20 carrozze che sostituirono quelle vecchie realizzati a Tafí Viejo. Sempre per la medesima linea, nel 1975, la Materfer fornì ulteriori carrozze (denominate "FIAT III").

### Anni successivi e fallimento
Negli anni '80 Materfer iniziò ad esportare i propri prodotti e la fabbrica realizzò anche una linea di locomotive diesel, denominata "Transfer".
Tra l'inizio e la metà degli anni '80, l'azienda costruì i vagoni utilizzati nella metropolitana di Buenos Aires. L'intenzione con questi nuovi convogli era di creare una flotta standardizzata per la rete metropolitana, che all'epoca aveva una gamma diversificata di materiale rotabile, al fine di ridurre i costi di manutenzione associati alla presenza di molti modelli diversi e anche per sostituire il materiale rotabile obsoleto della rete. In definitiva, furono costruiti solo un numero sufficiente per la sola la linea E invece che per l'intera rete. Tuttavia, sono stati utilizzati per molti anni sulla rete metropolitana ed oggi sono solo utilizzati come sostituti temporanei nelle linee su cui sta arrivando il materiale rotabile più recente.
La mancanza di manutenzione delle automotrici FIAT 7131 ne mise fuori servizio alcune, così nel 1987 le Ferrocarriles Argentinos si rivolsero a Materfer per fornire nuove automotrici leggere per i depositi di Zárate e Capilla del Señor. L'azienda ne acquistò 8 unità e presto vennero soprannominate Pitufos (una traduzione spagnola per "Puffi") a causa delle loro piccole dimensioni. Tuttavia, la bassa capacità di passeggeri e lo scarso smorzamento hanno fatto sì che molte delle 7131 rimanessero attive.
Tra la fine degli anni '80 e l'inizio degli anni '90 l'azienda costruì i suoi ultimi veicoli con il nome FIAT Ferroviaria: un ordine di tram per Premetro linea E2 nella città di Buenos Aires. Nel febbraio 1998 la società dichiarò fallimento e quindi chiuse.

## La seconda era

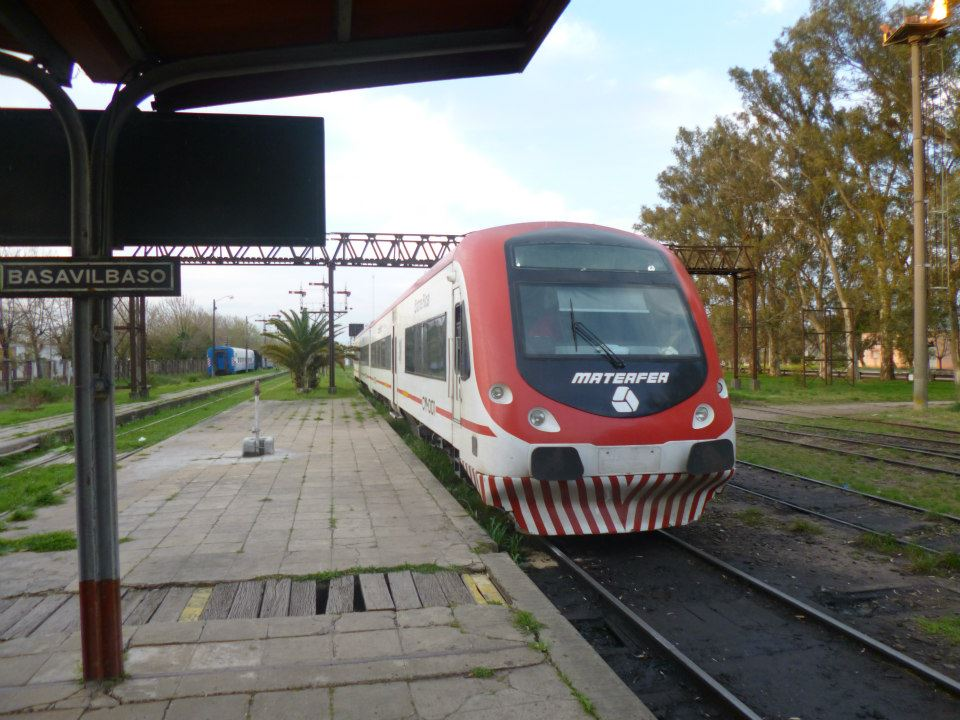
Un Materfer CMM 400-2 sulla ferrovia General Urquiza.

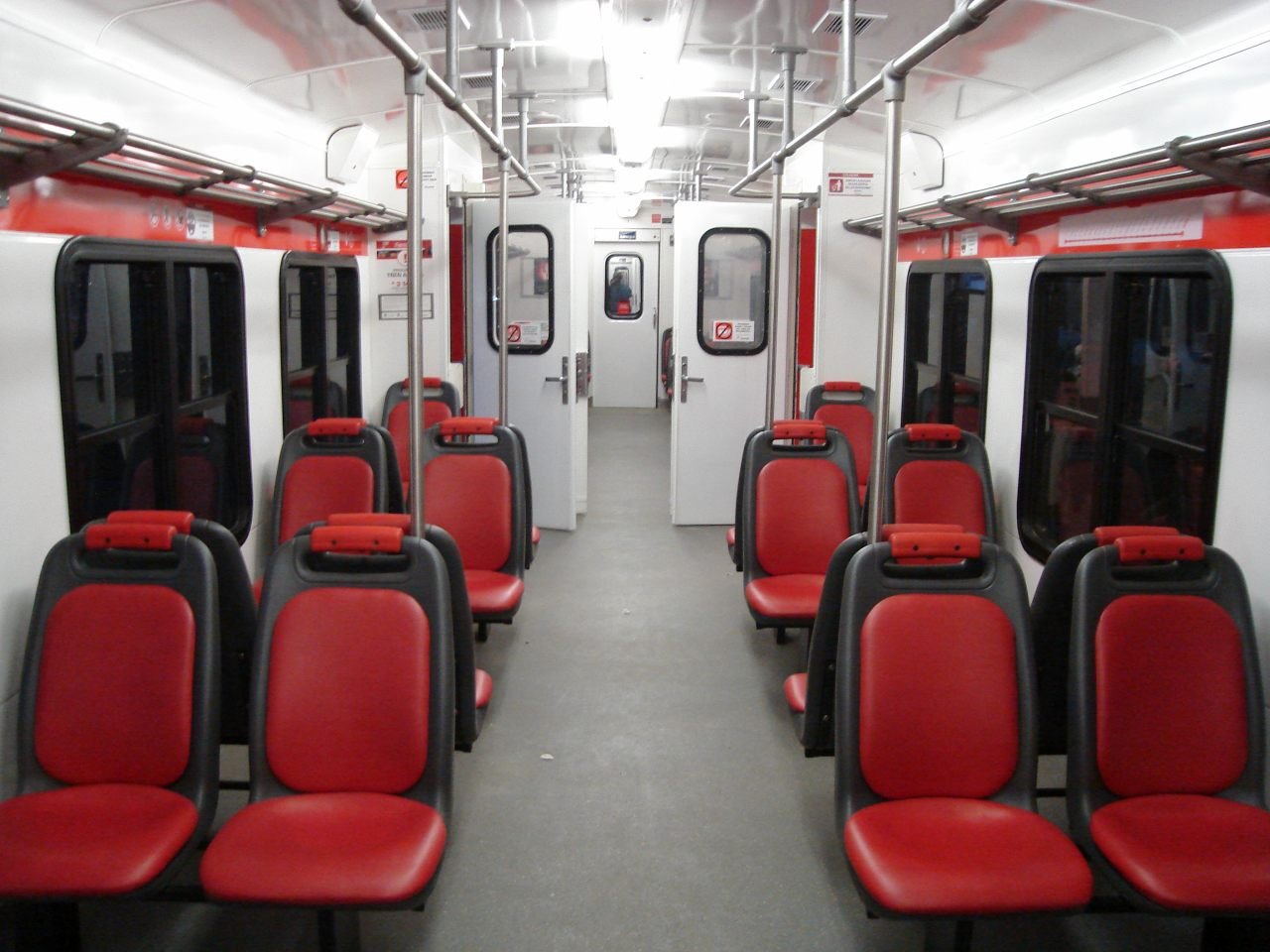
Interno di un pullman che corre a Belgrano Norte Line.

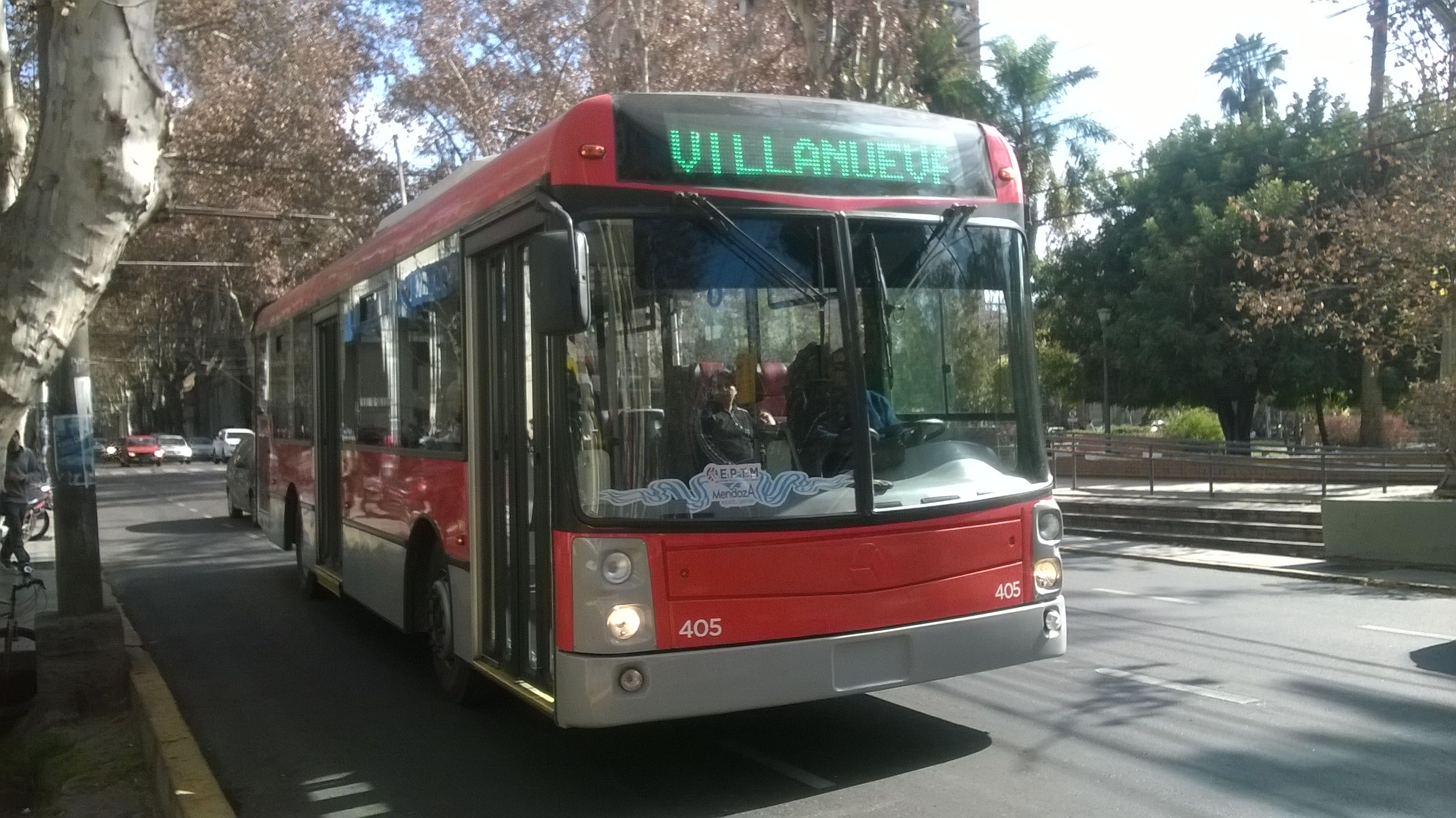
Un filobus Materfer a Mendoza.

Quando le ferrovie argentine furono privatizzate, 8 delle automotrici FIAT 7131 furono inviate a far servizio nel deposito di Merlo-Lobos della linea Sarmiento e il resto continuò ad essere utilizzata dai depositi di Retiro - Victoria della linea Mitre. I loro motori originali furono sostituiti da quelli Cummins. Le unità della linea Mitre erano inoltre dotate di aria condizionata, mentre i sedili erano rivestiti in velluto a coste e il pavimento in moquette.
Nel marzo 2002 Materfer è stata acquisita dall'imprenditore argentino Sergio Tasselli e riaperta con inizialmente soli 5 dipendenti. Nel 2007, il governo argentino ha autorizzato Materfer ad operare come azienda automobilistica. Il decreto, firmato dall'allora presidente Néstor Kirchner, consentiva all'azienda di acquistare e importare ricambi oltre che di esportare veicoli finiti. Materfer iniziò quindi a produrre autobus per i servizi urbani nello stabilimento aziendale di Ferreyra.
In seguito all'acquisto da parte del governo argentino della compagnia ferroviaria merci Belgrano Cargas, Materfer si è offerta di costruire il materiale rotabile da utilizzare sui 7040 km di lunghezza della rete. L'azienda ha dichiarato di poter produrre 6 locomotive all'anno.
Materfer ha fornito anche automotrici per le ferrovie Entre Ríos, principalmente le filiali Basavilbaso - Concordia e Paraná - Concepción del Uruguay, attualmente gestite da Trenes Argentinos SE.
Alcune automotrici 7131 sono state ristrutturate nel 2008 e utilizzate dalla società privata Trenes Especiales Argentinos (TEA) per eseguire servizi passeggeri da F. Lacroze (Buenos Aires) a Posadas nella provincia di Misiones.
Nel 2012-2013, Materfer ha costruito un prototipo di filobus per il sistema di filobus di Mendoza, sulla base dei progetti sviluppati dall'impresa che gestisce il servizio, l'Empresa Provincial de Transportes de Mendoza (EPTM). Il veicolo, è stato il primo filobus costruito in Argentina negli ultimi 24 anni, ed è stato consegnato a marzo 2013 entrando in servizio a giugno. È lungo un 11,23 metri (36,8 ft) ed ha un pianale ribassato . Nel luglio 2013, EPTM ha effettuato un ordine con Materfer per 12 filobus di serie dello stesso progetto, la cui consegna è iniziata nel 2014.
Nel 2014 ha lanciato la MTF-3300, una locomotiva diesel dotata di 6 motori da 500 HP ciascuno; le macchine sono state prodotte da un accordo con la società americana National Railway Equipment e la sua progettazione era basata sul modello General Motors GT-26. Un totale di 100 milioni di Peso argentino è stato investito per sviluppare il progetto. Le locomotive sono state prodotte per servizi di trasporto merci in Argentina, con l'aspettativa di esportare le macchine in Brasile.
Nell'aprile 2015 Materfer ha prodotto delle automotrici CMM 400-2 per il Tren del Valle che collega le città di Neuquén e Cipolletti nella provincia del Rio Negro. La società si era anche impegnata a costruire 20 automotrici per altre riaperture progettate a Chaco e Salta. Le automotrici (CMM-400-2) sono arrivate a Chaco a giugno 2015.
Nel 2015 i convogli CMM 400-2 sono stati acquisiti e incorporati nel segmento diesel della Mitre Line, che gestisce i servizi da Victoria a Capilla del Señor nella Grande Buenos Aires.

### Modelliattuali[quando?]
- CMM 400-2 - Diesel Multiple Unit
- MTF-3000 - Locomotiva merci diesel-elettrica